# آندرناخ
شهر آندرناخ (به آلمانی: Andernach) در ایالت راینلند-فالتز در کشور آلمان واقع شده است.